# طرقاعة (الطويلة)

تعديل مصدري - تعديل

طرقاعة هي إحدى قرى عزلة بني سري بمديرية الطويلة التابعة لمحافظة المحويت، بلغ تعداد سكانها 181 نسمة حسب تعداد اليمن لعام 2004.